# Taphan Hin (huyện)
Taphan Hin (tiếng Thái: ตะพานหิน) là một huyện (amphoe) ở trung bộ của tỉnh Phichit, phía bắc Thái Lan.

## Địa lý
Các huyện giáp ranh (từ phía đông theo chiều kim đồng hồ) là Thap Khlo, Bang Mun Nak, Pho Thale, Bueng Na Rang, Pho Prathap Chang, Mueang Pichit và  Wang Sai Phun của tỉnh Phichit.

## Hành chính
Huyện này được chia thành 13 phó huyện (tambon), các đơn vị này lại được chia ra thành 97 làng (muban). Thị xã (thesaban mueang) Taphan Hin nằm trên toàn bộ tambon Taphan Hin. Có 13 tổ chức hành chính tambon.
| STT | Tên           | Tên tiếng Thái | Số làng | Dân số |  |
| --- | ------------- | -------------- | ------- | ------ |  |
| 1.  | Taphan Hin    | ตะพานหิน        | -       | 16.621 |  |
| 2.  | Ngio Rai      | งิ้วราย          | 8       | 6.501  |  |
| 3.  | Huai Ket      | ห้วยเกตุ         | 11      | 5.701  |  |
| 4.  | Sai Rong Khon | ไทรโรงโขน      | 4       | 1.499  |  |
| 5.  | Nong Phayom   | หนองพยอม       | 12      | 7.223  |  |
| 6.  | Thung Pho     | ทุ่งโพธิ์          | 7       | 2.099  |  |
| 7.  | Dong Takhop   | ดงตะขบ         | 10      | 3.590  |  |
| 8.  | Khlong Khun   | คลองคูณ         | 7       | 4.130  |  |
| 9.  | Wang Samrong  | วังสำโรง        | 7       | 5.938  |  |
| 10. | Wang Wa       | วังหว้า          | 8       | 3.947  |  |
| 11. | Wang Lum      | วังหลุม          | 10      | 7.303  |  |
| 12. | Thap Man      | ทับหมัน          | 6       | 4.093  |  |
| 13. | Phai Luang    | ไผ่หลวง         | 7       | 2.685  |  |